# Andreas Bronislaw Wadesloff Nielsen
Andreas Bronislaw Wadesloff Nielsen (31. marts 1918 i København – 27. februar 1945 i Ryvangen) var en dansk mekaniker og modstandsmand.
Wadesloff Nielsen, som tilhørte en militærgruppe, afsnit 8 i København med dæknavnet Jens fra Glostrup, blev sammen med ni andre henrettet for sabotage i Ryvangen den 27. februar 1945 efter at været blevet dødsdømt ved en tysk krigsret dagen før.
Efter befrielsen blev hans jordiske rester i Ryvangen opgravet og ført til Retsmedicinsk Institut, og blev 29. august 1945 genbegravet i Mindelunden i Ryvangen.